# Брихин
Брѝхин (на шотландски Brechin, на гаелски Breichin и Brichin) е град в Шотландия.

## География
Градът е в област Ангъс. Разположен е на левия бряг на река Саут Еск на около 10 km от източното крайбрежие на Шотландия и град Монтроуз. Има крайна жп гара, която е около 10-километрово отклонение (също при град Монтроуз) от крайбрежната жп линия от Дънди до Абърдийн. Разстоянието до областния център Форфар е 16 km в южна посока от града. Разстоянието на север до град Абърдийн е около 37 km, а на юг до Дънди е около 25 km. Брихин е шестият по големина град в област Ангъс от общо седем града. По-малък от него е град Киримюър. Население 7010 жители от преброяването през 2004 г.

## История
Названието на града навярно съдържа в себе си келтски корени. За произходът на точното название съществуват няколко предположения. Първото предположение е, че може да бъде името на друидския вожд Броихан (Broichan). Втората версия е, че може да произхожда от името на полулегендарния крал Брихан (Brychan). Следващата версия е свързана с географското положение на града. Четвъртото предположение е свързано с названието на плавателния съд на друидите Брехон (Brehon). Петата версия е, че може да е от гаелската дума Бри-ахан, която означава „Местност със стръмни хълмове и склонове“. Последното предположение е, че може да бъде от гаелската дума Bruach abhainne, означаваща „Бряг на река“.
Най-ранните сведения за Брихин са, че е бил селище на пиктите. За пръв път се споменава като град през 970 г. През 1350 г. в града пламва епидемия от чума. След отшумяване на епидемията градът е наказан от властите за това, че самоволно е поставил на търговския площад т.нар. монумент-кръст „Мъркат Крос“ (Mercat Cross), символ на привилегирования статут на т.нар. Кралски градове, статут, който Брихин не притежава. Наказанието се състои в забрана да се търгува. Около 1400 г. забраната е отменена и в следващото столетие градът процъфтява. Но през 1648 г. пламва втора епидемия от чума при, която измира две трети от населението му.

## Архитектура
Архитектурата на по-голямата част от сградите в Брихин е в типичния за повечето шотландски градове стил от тесни каменни сгради най-често от 2 до 4 етажа със стръмни покриви и високи комини, строени през 18-19 век. В старата част на града се намират много исторически сгради, които се отнасят към различни епохи.

## Архитектурни и природни забележителности
- Катедралата, построена през 1225 г.
- Кръглата кула, построена през 990 г.
- Брихинският замък (Brechin Castle), построен през 17 век в околностите на града
- Институтът по механика (The Mechanics Hall), основан 1838-1839 г.
- Институтът за изследвания „Пиктавия“ (Pictavia)
- Музеят „Пиктавия“ (Pictavia)
- Руините на приюта от 1267 г. намиращи се наблизо до Катедралата

#### Едзълският замък
На 5 км северно от Брихин се намира село Едзъл, в околностите на което е архитектурно-историческия обект на туризъм „Едзълски замък“ (Edzell Castle) с прилежащите към него „Едзълски градини“ (Edzell Gardens).

## Икономика
През 19 век благодарение на започналото текстилно производство Брихин започва бърз икономически растеж. Към 1870 г. в четирите тъкачни фабрики работят 1400 души, а през 1895 г. в източната част на града е построена жп линията. По това време в града се откриват няколко пивоварни и винопроизводителни завода, един от който работи.

## Събития
- Ежегодната художествена изложба „Брихин Артс Фестивал“ (Brechin Arts Festival)

## Спорт
Футболният отбор на града се казва „ФК Брихин Сити“. Редовен участник е в Шотландската Втора дивизия. Играл е и в Първа и Трета дивизия. Играе своите мачове на стадион „Глийб Парк“. През 2006 г. клубът навършва 100 години от своето основаване.

## Личности родени в Брихин
- Ан Бег (р. 1955), шотландска политичка
- Томас Гътри (1803-1873), шотландски теолог и филантроп
- Джон Джилийс (1747-1836), шотландски историк
- Джон Кид (1838-1919), австралийски политик
- Робърт Ор (1909-2006), шотландски композитор
- Колвин Смит (1795-1875), шотландски художник-портретист
- Сър Робърт Александър Уотсън-Уат (1892-1973), британски физик

## Личности починали в Брихин
- Чарлс Александър Карнеги (1893-1992), общественик, 11-и граф на Саут Еск

## Личности свързани с Брихин
- Джон Уилисън (1680-1750), шотландски духовник и писател
- Анджи Хънтър (р. 1955), британски политик

## Фотогалерия
- Катедралата в Брихин и кръглата кула
- Кръглата кула
- Входната врата на кръглата кула
- Едзълският замък